# Vendée Va'a
 (avril 2024).

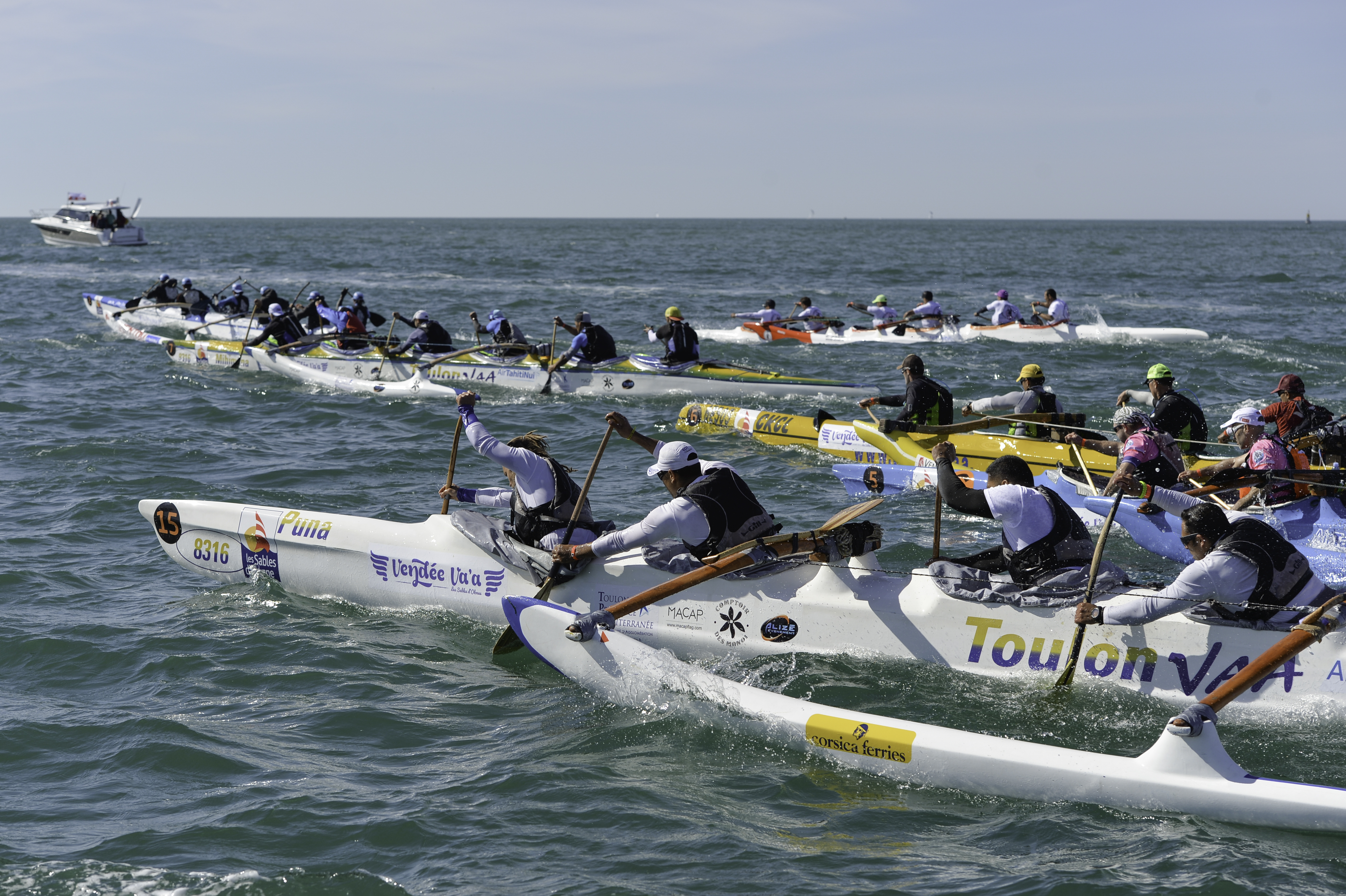

La Vendée Va'a est une course de pirogues polynésiennes va'a de 123 km en haute mer, qui rassemble des équipes de tous horizons, sur l’épreuve la plus difficile au monde (selon les compétiteurs) où s’accumulent le froid, les vagues courtes et l’épreuve face au vent.
Son but initial : préparer les équipages à la Hawaiki nui va'a, la référence mondiale à laquelle tout compétiteur rêve de participer et faire vivre les valeurs de ce sport polynésien en France, aux Sables-d'Olonne. Chaque année l’événement rassemble plus de 200 sportifs, 125 bénévoles et des milliers de spectateurs qui vibrent au rythme des coups de rame et du tamouré.

## Histoire
Elle a vu le jour en 2010 grâce à quelques rameurs, des pionniers de cette discipline en Vendée : les rameurs de 2 équipes, le CKCL des Sables d’Olonne et le CK de Fontenay le Comte. De 2010 à 2015, les éditions se sont succédé avec un engouement sans précédent en Europe. Il faut dire que le Va’a est vecteur d’émotions et de grands projets
Depuis 2015, la Vendée Va’a est portée par l’association SAPOVAYE ; désormais cette course est pleinement reconnue et soutenue par le gouvernement polynésien. Lors de l’avant dernière édition en mai 2015, le Président polynésien Edouard Fritch s’est personnellement déplacé durant l’événement. Accueilli par le Maire des Sables d’Olonne Didier Gallot, ils ont abordé les parallèles économiques, éducatifs, culturels et touristiques entre la Ville des Sables d’Olonne et la Polynésie.
En novembre 2015, Edouard Fritch a reçu l’organisateur de la course Denys Remy, mandaté par Didier Gallot, lors de la Hawaiki Nui Va’a, pour aborder les différents projets à concrétiser entre la Ville des Sables d’Olonne et le gouvernement polynésien.

## Vendée Va'a 2016

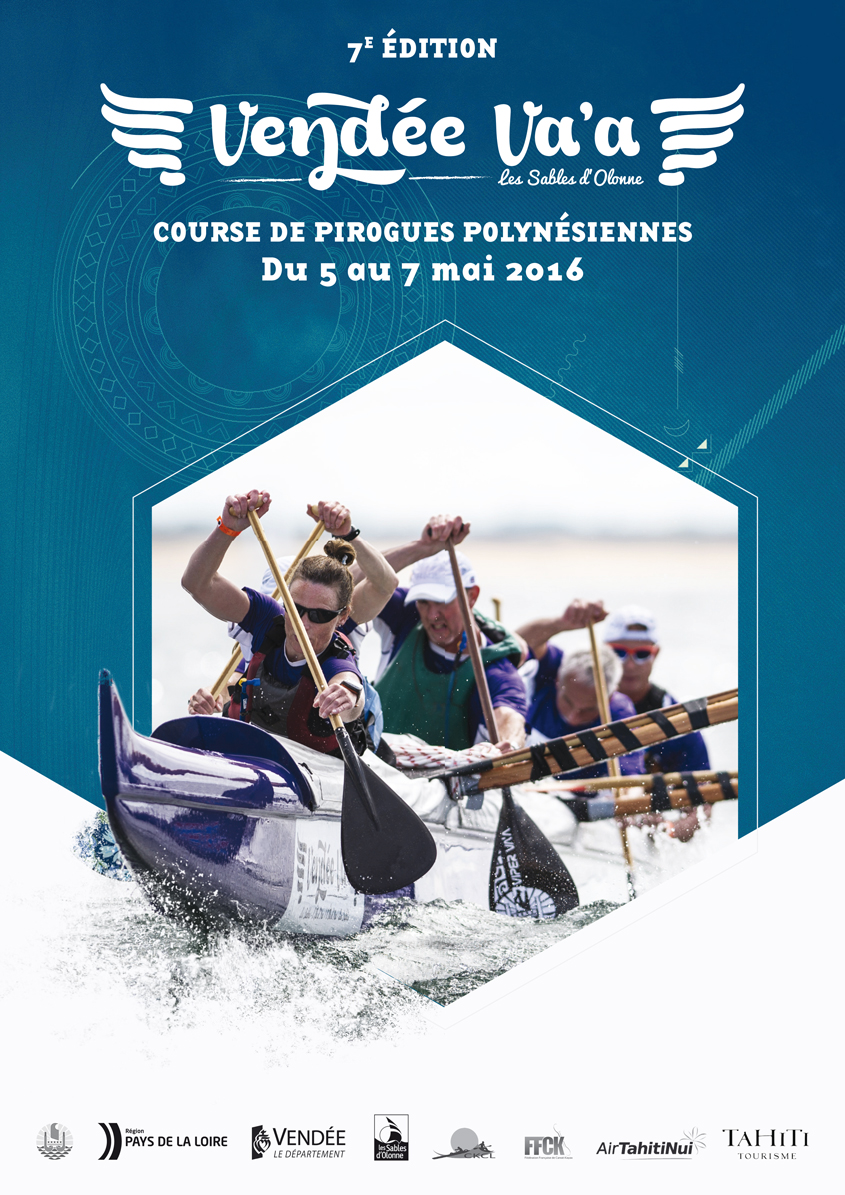

7e édition, du 5 au 7 mai 2016
Classement de la course :
| Classement | Equipe                    | Temps total      |
| ---------- | ------------------------- | ---------------- |
| 1          | Paddling Connection       | 09 h 32 min 11 s |
| 2          | Club nautique La Méduse   | 09 h 47 min 27 s |
| 3          | Belharra Waterman Club    | 09 h 50 min 58 s |
| 4          | Air Tahiti Nui            | 10 h 00 min 09 s |
| 5          | Toulon Va'a               | 10 h 17 min 00 s |
| 6          | Sv Vaulx en Velin         | 10 h 29 min 10 s |
| 7          | Marseille Mazargues CK    | 11 h 06 min 51 s |
| 8          | Baie de Somme canoë-kayak | 11 h 19 min 39 s |
| 9          | CK Côte de Lumière        | 11 h 37 min 13 s |
| 10         | Canoë Kayak Fontenay      | 11 h 38 min 42 s |
| 11         | Breizh Polynesia Va'a     | 11 h 42 min 55 s |
| 12         | Va'a 21 Fréjus            | 11 h 51 min 18 s |
| 13         | Canoë Kayak Brestois      | 11 h 51 min 21 s |
| 14         | Medoc Va'a 33             | 12 h 18 min 48 s |
| 15         | Bac CK Sèvres Issy        | 12 h 38 min 06 s |

## Vendée Va'a 2015
6e édition, du 14 au 16 mai 2015

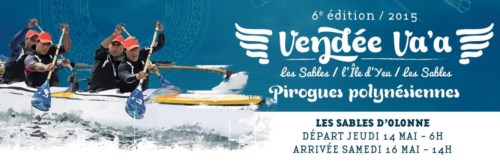

Pour la quatrième année consécutive, l’équipe Polynésienne Hinaraurea EDT Tahiti gagne la Vendée Va’a.
Classement de la course :
| Classement | Equipe                                   | Etape 1          | Etape 2          | Temps total      |
| ---------- | ---------------------------------------- | ---------------- | ---------------- | ---------------- |
| 1          | HINARAUREA EDT Tahiti                    | 03 h 09 min 36 s | 03 h 23 min 25 s | 06 h 33 min 01 s |
| 2          | LA MEDUSE (La Seyne-sur-Mer)             | 03 h 05 min 00 s | 03 h 35 min 37 s | 06 h 40 min 37 s |
| 3          | AIR TAHITI NUI Polynésie                 | 03 h 11 min 01 s | 03 h 46 min 30 s | 06 h 57 min 31 s |
| 4          | BELHARRA Pays Basque (Saint Jean-de-Luz) | 03 h 26 min 38 s | 03 h 44 min 58 s | 07 h 11 min 36 s |
| 5          | SV VAULX EN VELIN (Lyon)                 | 03 h 30 min 40 s | 03 h 45 min 39 s | 07 h 16 min 19 s |
| 6          | BAIE DE SOMME CK                         | 03 h 44 min 43 s | 03 h 46 min 36 s | 07 h 31 min 19 s |
| 7          | AVIRON BAYONNAIS                         | 03 h 44 min 29 s | 03 h 47 min 00 s | 07 h 31 min 29 s |
| 8          | VA'A HUI PAYS BASQUE (Anglet)            | 03 h 41 min 06 s | 03 h 54 min 38 s | 07 h 35 min 44 s |
| 9          | CK BRESTOIS 1 (Brest)                    | 04 h 05 min 35 s | 03 h 49 min 25 s | 07 h 55 min 00 s |
| 10         | RHUAHATU VA'A (Toulon)                   | 04 h 13 min 16 s | 03 h 47 min 48 s | 08 h 01 min 04 s |
| 11         | CKCL (Les Sables d'Olonne)               | 04 h 01 min 44 s | 03 h 59 min 39 s | 08 h 01 min 23 s |
| 12         | CK (Fontenay-le-Comte)                   | 04 h 06 min 08 s | 04 h 25 min 58 s | 08 h 32 min 06 s |
| 13         | CKMNC B2S MULTICLUBS                     | 04 h 35 min 50 s | 04 h 20 min 24 s | 08 h 56 min 14 s |
| 14         | MATAHIAPO (Marseille Valbonne)           | 05 h 08 min 15 s | 03 h 58 min 48 s | 09 h 07 min 03 s |
| 15         | HANDI'VISION                             | 04 h 29 min 10 s | 04 h 46 min 32 s | 09 h 15 min 42 s |
| 16         | BAC CK (Sèvres Issy)                     | 04 h 43 min 23 s | 04 h 34 min 31 s | 09 h 17 min 54 s |
| 17         | BREIZH POLYNESIA (Lorient)               | 05 h 43 min 50 s | 03 h 56 min 41 s | 09 h 40 min 31 s |
| 18         | CK BRESTOIS 2 (Brest)                    | 05 h 45 min 37 s | 04 h 10 min 20 s | 09 h 55 min 57 s |
| 19         | MAÏ TAÏ TEAM (DAMES)                     | 05 h 22 min 19 s | 04 h 59 min 40 s | 10 h 21 min 59 s |
| 20         | RHUAHATU VA'A (Toulon)                   | 07 h 27 min 30 s | 04 h 23 min 16 s | 11 h 50 min 46 s |
| 21         | HOE VAHINE (DAMES)                       | 20 h 22 min 05 s | 05 h 32 min 25 s | 25 h 54 min 30 s |

## Vendée Va'a 2014
La cinquième édition de la Vendée Va’a a lieu les 29, 30 et 31 mai 2014. Cette année, le parcours de la course a été modifié. Les équipes rejoindront les Sables à l'Île d'Yeu, sans passer par Saint-Gilles-Croix-de-Vie comme les années précédentes. Ce nouveau parcours rallonge la course de 15 km par rapport aux 110 km de l'édition 2013. Après un tour de l'Île d'Yeu le deuxième jour de la compétition, les équipes rejoindront les Sables d'Olonne le samedi 31 mai. L'équipe européenne arrivant la première remportera 11 billets aller/retour pour aller défendre ses couleurs lors de l'Hawaiki Nui.

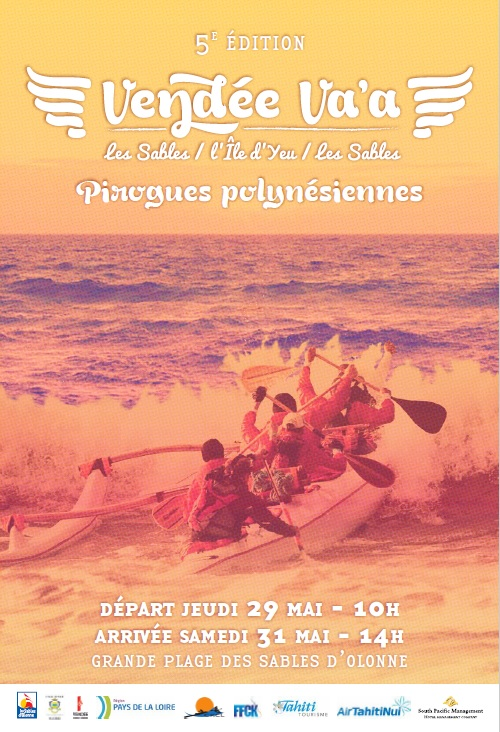

Comme l'an dernier, une délégation tahitienne et plusieurs équipes internationales seront présentes.

### Animations 2014
Cette année, les Sables d'Olonne et l'Île d'Yeu font les choses en grand en proposant aux visiteurs de découvrir la culture Polynésienne. Tamuré, chant, cuisine typique, tatouages, body painting, danse...Un bon nombre d'activités seront proposées par les commerçants et les associations présentes.
Une tombola sera également organisée, permettant de remporter, entre autres, 2 billets d'avion aller/retour pour Tahiti (offert par le partenaire de la Vendée Va'a, Air Tahiti Nui).

### Classement général 2014
| Classement | Équipe                       | Temps            |
| ---------- | ---------------------------- | ---------------- |
| 1          | EDT Tahiti                   | 09 h 05 min 57 s |
| 2          | CKCL Les Sables d'Olonne     | 09 h 39 min 25 s |
| 3          | Va'a Hui Pays Basque         | 09 h 39 min 27 s |
| 4          | Ruahatu Toulon               | 09 h 46 min 30 s |
| 5          | SV Vaulx-en-Velin            | 09 h 55 min 32 s |
| 6          | Tean Baie de Somme           | 09 h 57 min 57 s |
| 7          | Canoë Kayak Brestois         | 10 h 19 min 15 s |
| 8          | La Méduse Va'a Seyne-sur-Mer | 10 h 35 min 14 s |
| 9          | Oronui Ohana Francfort       | 11 h 02 min 22 s |
| 10         | Monts de Guéret              | 11 h 17 min 09 s |
| 11         | COV Valbonne                 | 11 h 29 min 00 s |
| 12         | CK Fontenay le Comte         | 11 h 32 min 41 s |
| 13         | Marara Ste Marine            | 11 h 33 min 55 s |
| 14         | BAC Sevres-Issy              | 11 h 49 min 31 s |
| 15         | OC UK London                 | 11 h 58 min 53 s |

## Vendée Va'a 2013
La quatrième édition de la Vendée Va’a a lieu du 8 au 10 mai 2013. 17 équipes s’affrontent durant les 2 jours de la compétition, dont deux équipes féminines et une équipe allemande. Une équipe de Tahiti est également présente pour relever le défi. La nouveauté 2013 est la mise en place de nombreuses animations, sur la grande plage des Sables d'Olonne : initiation au stand up paddle, compétition de kayak et de pirogue, découverte des sports nautiques…Caroline Angibaud, championne du monde de Stand Up Paddle, animera l'activité Stand Up Paddle.

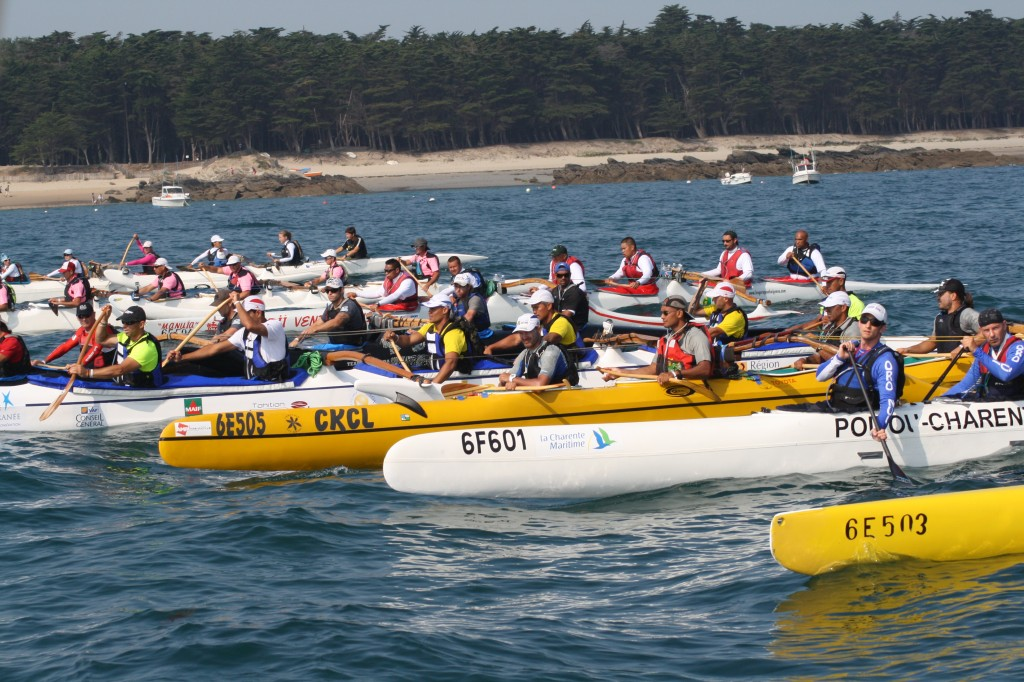

### Équipes 2013
- Belharra Watermen Club (équipe féminine)
- Mehetia (équipe féminine)
- Belharra Watermen Club Saint Jean de Luz
- COV Valbonne
- Canoë Kayak Fontenay
- Tamarii Vendée Nui
- La Méduse Va'a La Seyne-sur-mer
- Aviron Bayonnais
- SV Vaulx-en-Velin
- CKCL Les Sables d'Olonne
- Mont de Gueret Va'a
- Team Baie de Somme
- Manu Ura 13 Marseille
- Marara Va'a Penmarc'h
- Ruahutu Va'a Toulon
- Oro Nui Ohana Allemagne
- Hinaraurea Va’a EDT Tahiti

### Classement général 2013
| Classement | Équipe                   | Temps       |
| ---------- | ------------------------ | ----------- |
| 1          | EDT Tahiti               | 09 h 26 min |
| 2          | Manu Ura 13              | 09 h 56 min |
| 3          | CKCL Les Sables d'Olonne | 09 h 57 min |
| 4          | Ruahatu Toulon           | 10 h 16 min |
| 5          | Baie de Somme            | 10 h 20 min |
| 6          | Aviron Bayonnais         | 10 h 24 min |
| 7          | La Méduse                | 10 h 36 min |
| 8          | Belharra Waterman Homme  | 10 h 41 min |
| 9          | SV Vaulx-en-Velin        | 11 h 02 min |
| 10         | Oro Nui Va'a             | 11 h 26 min |
| 11         | Penmar'ch Marara Va'a    | 12 h 19 min |
| 12         | COV Valbonne             | 12 h 43 min |
| 13         | Canoë Kayak Fontenay     | 12 h 50 min |
| 14         | Mont de Guéret           | 13 h 05 min |
| 15         | Belharra Femme           | 14 h 01 min |
| 16         | Tamarii Vendée           | 14 h 02 min |

L'équipe de Mehetia a dû abandonner à la seconde étape à la suite du malaise d'une de ses rameuses.

## Vendée Va'a 2012
Pour la troisième édition, 19 équipes se sont affrontées les 18 et 19 mai 2012.
Classement général
| Classement | Équipe                                       | Temps            |
| ---------- | -------------------------------------------- | ---------------- |
| 1          | EDT Tahiti                                   | 06 h 04 min 20 s |
| 2          | CKCL Les Sables d'Olonne                     | 06 h 21 min 22 s |
| 3          | Aviron Bayonnais                             | 06 h 24 min 07 s |
| 4          | Belhara Waterman Club Ciboure                | 06 h 33 min 42 s |
| 5          | Manu Ura 13 Marseille                        | 06 h 47 min 19 s |
| 6          | SCN Team Unbeatables Allemagne               | 06 h 51 min 28 s |
| 7          | COV Valbonne                                 | 07 h 07 min 52 s |
| 8          | SV Vaulx-en-Velin                            | 08 h 04 min 44 s |
| 9          | Red Star Club de Champigny (équipe féminine) | 08 h 27 min 10 s |

L'équipe du Biscarrosse Olympique Pirogue n'a pas été classée pour cause d'avarie à la première étape. À la seconde étape, l'équipe a réalisé un temps de 4 h 05 min 20 s.
L'équipe masculine du Red Star Club de Champigny, Tamarii Vendée Oronui va’a, Allemagne Ruahatu va’a et les deux équipes du Ruahatu va’a Toulon, ont également dû abandonner à la suite d'avaries.

## Vendée Va'a 2011
En 2011, la renommée de l'évènement a attiré 10 équipes, du 2 au 4 juin 2011. C'est une fois de plus l'équipage sablais qui gagne la compétition. L'équipe de Ruahatu va'a monte sur la deuxième place du podium.

## Vendée Va'a 2010
1re édition se déroule du 24 et 25 septembre 2010, la course se déroule en en trois étapes :
- Etape 1 : Les Sables d’Olonne, Saint-Gilles Croix-de-Vie avec passage près du phare des Barges
- Etape 2 : Saint-Gilles Croix-de-Vie, l'Ile d'Yeu
- Etape 3 : L'Ile d'Yeu, Les Sables d’Olonne